# Wu Tsao
Wu Tsao, también conocida como Wu Pinxiang (en chino: 吳藻; 1799 – 1862) fue una poetisa china. 

## Biografía
Nació en la ciudad de Renhe (ahora Hangzhou) en la provincia de Zhejiang. Fue hija de comerciantes y a su vez se acabó casando con un hombre llamado Huang que también era comerciante.

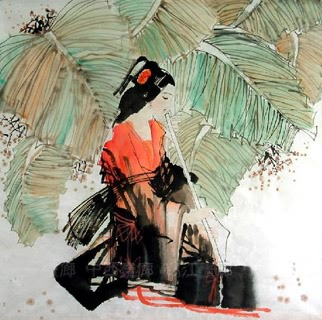
retrato

Su relación con su esposo no era muy buena, y por su parte prefería la compañía de mujeres, ya sea como amistades o como amantes. Ya en su madurez Wu Tsao se recluyó en la soledad y se convirtió en sacerdotisa taoísta.

## Como poetisa
Escribió poemas eróticos de gran poder lírico y llenos de dulzura, dedicados a mujeres. Fue una poeta china muy popular, y los temas de sus poemas eran variados, esta versatilidad combinada con un estilo casual y un tono personal contribuyeron a ese éxito. Tuvo un excepcional habilidad para escribir letras de canciones.
Wu también escribió una ópera en un acto (zaju) Yinjiu du Sao, también conocida como Qiaoying, un monólogo femenino.
En la actualidad es considerada una de las tres mejores poetas chinas junto a Li Ch'ing-chao (Li Qingzhao) y Chu Shu-ch. Ha recibido grandes tributos póstumos a su obra.

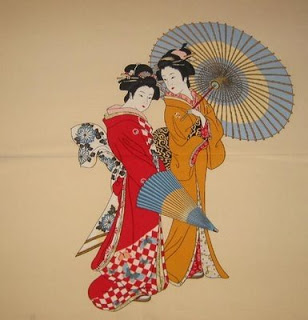
retrato